# Eugamandus schwarzi
Eugamandus schwarzi là một loài bọ cánh cứng trong họ Cerambycidae.